# Soul Surfer (film)
Soul Surfer è un film del 2011 diretto da Sean McNamara.
Pellicola statunitense, di genere drammatico, con protagonisti AnnaSophia Robb, Helen Hunt, Dennis Quaid e Carrie Underwood, basata sulla storia vera della surfista Bethany Hamilton, che all'età di 13 anni perse il braccio sinistro a causa di un attacco di uno squalo. Il film racconta la storia di Bethany prima, durante e dopo l'attacco.

## Trama
(Tagline del film)
Nel 2003, l'adolescente Bethany Hamilton vive a Kauai, Hawaii, con suo padre Tom, sua madre Cheri e i suoi due fratelli Noah e Timmy. Nella sua famiglia tutti sono surfisti, lei in particolare, così come la sua migliore amica Alana Blanchard.
Entrambe le ragazze dimostrano notevoli qualità sportive: in un contest (gara di surf) Bethany si piazza prima e Alana terza, mentre al secondo posto si piazza Malina Birch, la quale dimostra risentimento nei confronti della vincitrice. Quando Bethany invita entrambe le ragazze sul gradino più alto del podio, Malina rifiuta sgarbatamente e se ne va. Sull'onda dei risultati, la Rip Curl offre una sponsorizzazione sia a Bethany che ad Alana.
La notte prima di Halloween, Bethany e Alana vanno di nascosto con alcuni amici a fare surf, divertendosi tantissimo. Nella mattinata seguente Tom si reca in ospedale per effettuare un intervento chirurgico al ginocchio, mentre entrambe le ragazze vanno nuovamente a fare surf con Holt e Byron, rispettivamente il padre e il fratello di Alana. Mentre Bethany parla con Alana distesa sulla tavola da surf in mare aperto, un grosso squalo tigre spunta improvvisamente e azzanna il braccio sinistro di Bethany, che la ragazza teneva in acqua, tranciandolo di netto. Holt tira fuori dall'acqua Bethany e crea un laccio emostatico con il cordino della tavola da surf per bloccare la grave emorragia, mentre Byron chiama il numero di emergenza 911. I tre incrociano l'ambulanza lungo la strada; appena prima di iniziare l'intervento chirurgico al ginocchio di Tom, il medico chirurgo David Rovinsky è chiamato al pronto soccorso per l'operazione di Bethany. Oltre al braccio sinistro, Bethany perde anche il 60% del suo sangue, e David ritiene che sia un miracolo che sia sopravvissuta.
La giovane surfista non può quindi partecipare alle sessioni fotografiche della Rip Curl, ma desidera che Alana partecipi anche senza di lei. Inside Edition, un programma televisivo, si offre di fornirle un braccio artificiale che è esteticamente perfetto e ha le articolazioni pieghevoli, in cambio di un'intervista. Bethany chiede di provare il braccio artificiale, scopre che non la aiuta affatto a surfare e respinge la proposta con rabbia. Gli assalti dei giornalisti e delle televisioni mettono a dura prova la privacy della famiglia.
Bethany insiste e, dopo un periodo di recupero, torna in acqua e impara a surfare con un braccio solo, per poi iscriversi alle finali regionali delle Hawaii. In questa gara però non rende bene, dato che non riesce a stare stabilmente sulla tavola e manca un'onda decisiva per superare Malina. Scoraggiata e decisa a lasciare il surf per sempre, Bethany a un certo punto viene a conoscenza degli effetti dello tsunami nell'Oceano Indiano del 2004 e decide di unirsi al gruppo di giovani volontari che si recano ad aiutare la popolazione devastata di Phuket, in Thailandia, sorprendendo Sarah Hill, una sua amica attivista che guida l'operazione. Gli abitanti del luogo hanno comprensibilmente paura dell'acqua, in particolare una bambina. Bethany invita la piccola a surfare, sperando che la bambina la segua. Il suo metodo funziona: la bambina gioca felice nell'acqua e viene seguita da altre persone. Il timore dell'acqua per i popoli colpiti dal maremoto è scomparso e Bethany capisce che nella vita c'è qualcosa di più importante del surf, ovvero l'amore, più grande di qualsiasi onda anomala, più potente di qualsiasi paura. Così decide di tornare a surfare.
Tom impianta una maniglia sulla tavola da surf della figlia, in modo che possa evitare le cadute, e le spiega che ogni surfista ha un istinto che gli fa capire dove e quando si formano le onde migliori. Bethany entra così a far parte del campionato nazionale. Verso la fine del contest, con pochi minuti rimasti sul cronometro, il mare diventa all'improvviso estremamente calmo e tutte le concorrenti si fermano in attesa di onde surfabili: il regolamento prescrive che, se tale condizione persistesse per 2 minuti consecutivi, il contest finirebbe con la classifica del momento. La convinzione di Tom sull'istinto dei surfisti professionisti è dimostrata quando Bethany è l'unica a rendersi conto di una grande onda che si sta per formare al largo, ed è l'unica delle concorrenti ad andarle incontro. Quando l'onda arriva, le altre concorrenti sono ormai troppo distanti, mentre Bethany riesce a prenderla e ottiene un grandissimo punteggio. A fine gara, però, i giudici non tengono conto di questo, perché Bethany si è sollevata dopo il segnale della fine, quindi Malina è la vincitrice e Bethany si piazza quinta, venendo invitata sul podio da Malina.
Successivamente la giovane surfista viene intervistata dai giornalisti. Uno di loro le chiede se, nel caso in cui potesse tornare al giorno in cui fu attaccata dallo squalo, sarebbe comunque andata in mare pur sapendo quel che sarebbe accaduto, e lei risponde che se non lo facesse non avrebbe l'occasione di abbracciare più gente di quanta avrebbe potuto abbracciarne con due braccia. Il film si conclude con i video della vera Bethany che surfa dopo l'attacco, interviste e apparizioni speciali dell'atleta.

## Produzione
L'idea di produrre un film biografico su Bethany Hamilton nacque già nel 2004, a pochi mesi di distanza dall'attacco dello squalo; l'iniziativa partì dal manager della surfista, Roy "Dutch" Hofstetter, che nel febbraio di quell'anno iniziò ad abbozzare una sceneggiatura di base, provvisoriamente intitolata The Bethany Hamilton Story. Nel 2004 fu anche pubblicata l'autobiografia della Hamilton, intitolata Soul Surfer: A True Story of Faith, Family, and Fighting to Get Back on the Board: la BBC affermò che le riprese della pellicola avrebbero avuto inizio a gennaio 2005. Così non fu; nel luglio 2006 la rivista TIME rese noto che il film sarebbe stato comunque girato nel corso di quell'anno, mentre Variety affermò che il budget stanziato ammontava a 7.5 milioni di dollari, con il sostegno della Sony Pictures.
A fine 2006 le riprese non erano ancora iniziate; nel gennaio 2007 il regista Sean McNamara annunciò di voler dirigere la pellicola. McNamara e il suo socio in affari David Brookwell incontrarono il manager Roy Hofstetter, chiedendo di poter accedere a ulteriori notizie e informazioni per integrare quanto scritto nel libro Soul Surfer e stendere la sceneggiatura. Scoprirono che l'incidente aveva teso i rapporti tra i membri della famiglia, messo in crisi la loro fede religiosa cristiana e reso Bethany timorosa del giudizio altrui in merito alla sua menomazione. In aggiunta, la pressante attenzione dei mass media nei loro confronti costituiva un'ulteriore fonte di disagio. Tutti questi dettagli furono poi trasposti nella pellicola.
McNamara, Brookwell, Hofstetter e il collaboratore Douglas Schwartz impiegarono alcuni anni per raccogliere i fondi necessari per la produzione del film. La sceneggiatura fu scritta da McNamara stesso insieme a Michael Berk, Douglas Schwartz e Deborah Schwartz, in collaborazione con Ron Bass, Jen Smolka e Kara Holden. La Sony Pictures acquisì i diritti di distribuzione cinematografica del progetto. Della produzione si fecero carico Mandalay Vision, Brookwell McNamara Entertainment e Life's a Beach Entertainment, mentre Enticing Entertainment e Island Film Group cofinanziarono l'opera. Bethany Hamilton stessa indicò AnnaSophia Robb per interpretare il suo ruolo di protagonista, giustificando così tale scelta:
(Bethany Hamilton)
Sempre la Hamilton indicò Sonia Balmores Chung e Jeremy Sumpter per interpretare Malina Birch e Byron Blanchard. Nel febbraio 2010 fu ufficialmente reso noto il cast, con AnnaSophia Robb nel ruolo di Bethany, Dennis Quaid e Helen Hunt in quello dei genitori e la cantante Carrie Underwood, alla sua prima apparizione cinematografica, nel ruolo di Sarah Hill (l'amica di Bethany attivista umanitaria). Le scene di surf ambientate dopo l'attacco dello squalo furono interpretate da Bethany Hamilton stessa (che appare personalmente anche nei video introduttivi e in quelli che scorrono sui titoli di coda). Di lì a poco, alle Hawaii, iniziarono le riprese, che si protrassero per circa 40 giorni. Per girare le scene dopo l'attacco dello squalo, AnnaSophia Robb recitò indossando un guanto verde lungo tutto il braccio sinistro, poi rimosso digitalmente in fase di post-produzione (secondo una tecnica affine al chroma key). La postproduzione iniziò già a maggio 2010,, anche se ad agosto 2010 furono effettuate delle ulteriori riprese integrative a Tahiti. Le musiche furono scritte da Marco Beltrami in collaborazione con la famiglia Hamilton. Le riprese costarono in totale 18 milioni di dollari.

## Distribuzione
Il film è stato distribuito in Canada e negli Stati Uniti a partire dall'8 aprile 2011 da FilmDistrict e TriStar Pictures.

## Accoglienza

### Incassi
Il film ha incassato 10 601 862$ nel primo weekend di proiezione, piazzandosi quarto tra i film in programmazione in quel periodo. Complessivamente, il film ha incassato 47 088 990$, a fronte di un budget di 18 milioni di $.

## Riconoscimenti
- 2011 - Artios Award
  - Candidatura per Miglior casting per un film studio o commedia indipendente a Joey Paul Jensen
- 2011 - ESPY Awards
  - Candidatura per Miglior film sportivo
- 2011 - International Film Music Critics Award
  - Candidatura per Miglior colonna sonora a Marco Beltrami
- 2011 - Teen Choice Awards
  - Candidatura per Miglior film drammatico
  - Candidatura per Miglior attrice in un film drammatico a AnnaSophia Robb
- 2012 - MovieGuide Awards
  - Candidatura per Miglior film per la famiglia
  - Candidatura per Film più interessante
  - Candidatura per Performance più interessante a AnnaSophia Robb
  - Candidatura per Performance più interessante a Dennis Quaid
  - Candidatura per Performance più interessante a Kevin Sorbo
- 2012 - People's Choice Awards
  - Candidatura per Miglior adattamento di un libro
- 2012 - Satellite Award
  - Miglior colonna sonora originale a Marco Beltrami

## Bethany e il film
Nel libro Soul Surfer, Bethany Hamilton dedica uno spazio alla fine in cui racconta della realizzazione del film, raccontando che lei stessa ha voluto che AnnaSophia Robb la interpretasse. Ha anche detto che, in realtà, era in ottimi rapporti con tutte le sue avversarie e che quindi la grande competizione con Malina è esistita solo nel film per motivi di regia.